# Aubrey Plaza
Aubrey Christina Plaza (ur. 26 czerwca 1984) – amerykańska aktorka, która zagrała m.in. April Ludgate w serialu Parks and Recreation.

## Życiorys
Urodziła się w Wilmington, jako córka prawniczki Bernadette i Davida – doradcy finansowego. Ma dwie młodsze siostry, Renee i Natalie, którymi inspirowała się, grając April Ludgate w Parks and Recreation.
Imię Aubrey wzięło się od piosenki "Aubrey" wykonanej przez zespół Bread. Jej ojciec wywodzi się z Portoryko, a jej matka jest pochodzenia irlandzko-angielskiego. Plaza mówi: "Byłam jedynym dzieckiem zróżnicowanym kulturowo w całej szkole i jestem w połowie portorykanką. Ale tak, mam ogromną rodzinę i wielu kuzynów w Portoryko".

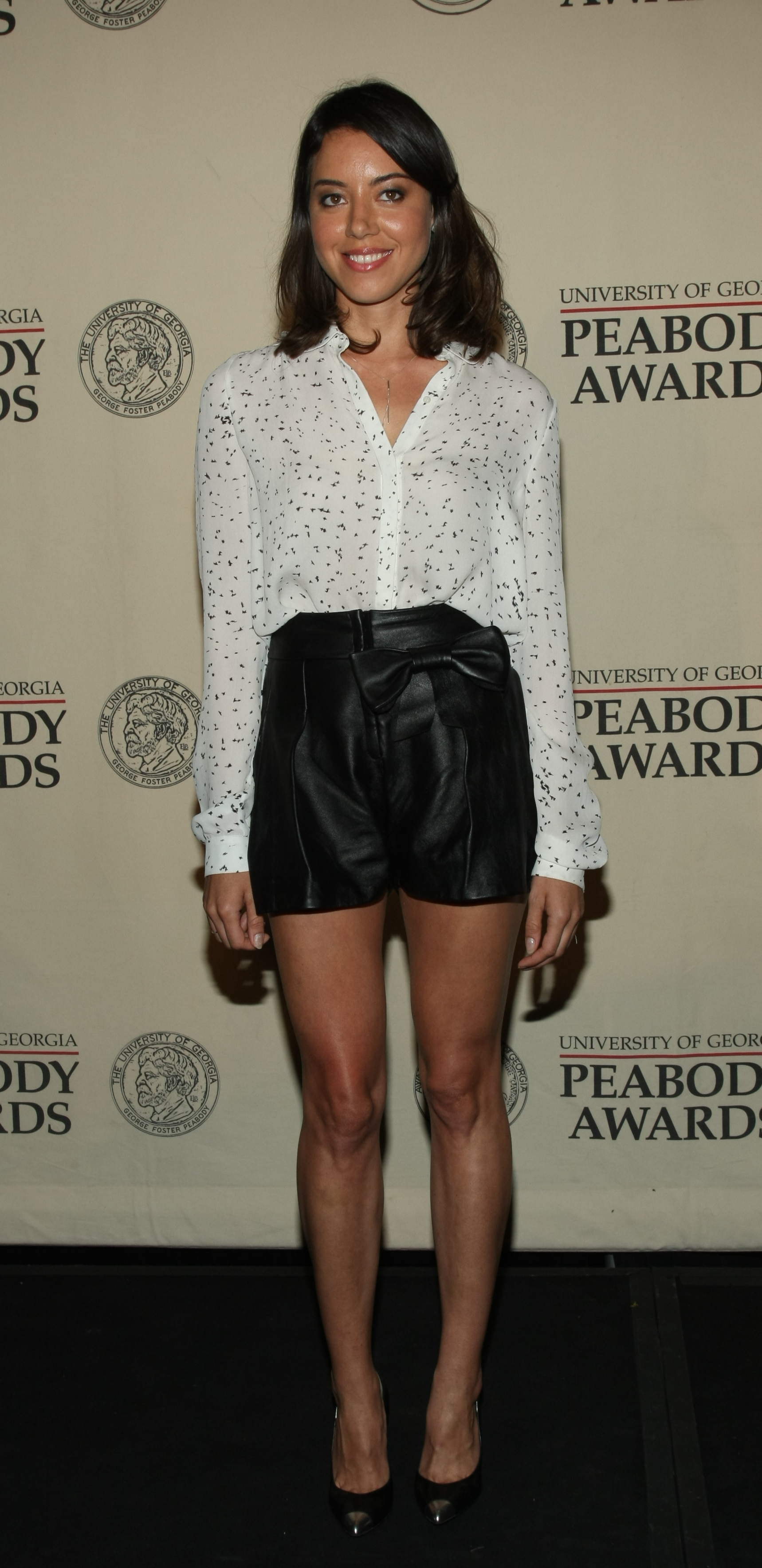
Plaza (2012)

Rozpoczęła karierę aktorską od występów improwizowanych i w skeczach w Upright Citizens Brigade Theatre. Uczestniczyła w spektaklach Wilmington Dama League i pojawiła się w serialu internetowym The Jeannie Tate Show. Później zagrała w filmach: Funny People czy Scott Pilgrim kontra świat.
W 2002 ukończyła Ursuline Academy, a w 2006 została absolwentką Uniwersytetu Nowojorskiego i Tisch School of the Arts. Studiując na NYU, doznała udaru mózgu, który spowodował tymczasowy paraliż i afazję Broki, ale objawy w pełni ustąpiły.

### Życie osobiste
W 2021, po 10 latach nieformalnego związku, poślubiła scenarzystę i reżysera Jeffa Baenę; zmarł w wyniku samobójstwa 3 stycznia 2025. W wywiadzie dla miesięcznika The Advocate z 2016 wyznała, że jest biseksualna.

## Filmografia

### Filmy
| Rok  | Film                                            | Rola                                    |
| ---- | ----------------------------------------------- | --------------------------------------- |
| 2006 | Killswitch                                      | Dziewczyna z raną głowy                 |
| 2006 | In Love                                         | Julie                                   |
| 2009 | Mystery Team                                    | Kelly                                   |
| 2009 | Funny People                                    | Daisy Danby                             |
| 2010 | Pete Carroll's Trip to Seattle Delayed          | Grała samą siebie                       |
| 2010 | Scott Pilgrim kontra świat                      | Julie Powers                            |
| 2011 | Damsles in Distress                             | Debbie                                  |
| 2011 | Someday This Pain Will Be Useful to You         | Pośredniczka w obrocie nieruchomościami |
| 2012 | Safety Not Guaranteed                           | Darius Britt                            |
| 2012 | A Glimpse Inside the Mind of Charles Swan III   | Marnie                                  |
| 2012 | 10 Years                                        | Olivia                                  |
| 2013 | Makowe wzgórze                                  | Sachiko Hirokouji (głos)                |
| 2013 | She Said, She Said                              | Kobieta w parku                         |
| 2013 | Failure                                         | Kobieta                                 |
| 2013 | Do zaliczenia                                   | Brandy Klark                            |
| 2013 | The Necessary Death of Charlie Countryman       | Była dziewczyna                         |
| 2013 | Uniwersytet potworny                            | Claire Wheeler (głos)                   |
| 2014 | Life After Beth                                 | Beth Slocum                             |
| 2014 | About Alex                                      | Sarah                                   |
| 2014 | Ned Rifle                                       | Susan                                   |
| 2014 | Playing It Cool                                 | Mallory                                 |
| 2014 | Grumpy Cat's Worst Christmas Ever               | Grumpy Cat (głos)                       |
| 2015 | The Driftless Area                              | Jean                                    |
| 2015 | Fresno                                          |                                         |
| 2016 | Co ty wiesz o swoim dziadku?                    | Lenore                                  |
| 2016 | Randka na weselu                                | Tatiana                                 |
| 2017 | Ingrid wyrusza na zachód                        | Ingrid Thorburn                         |
| 2017 | Godzinki (The Little Hours)                     | Siostra Fernanda                        |
| 2018 | An Evening with Beverly Luff Linn               | Lulu Danger                             |
| 2019 | Laleczka                                        | Karen                                   |
| 2020 | Czarny niedźwiedź                               | Allison                                 |
| 2020 | Świąteczny szok                                 | Riley Johnson                           |
| 2021 | Bestsellery                                     | Lucy Stanbridge                         |
| 2021 | King Knight                                     | Pine Cone (głos)                        |
| 2022 | Na złej drodze (Emily the Criminal)             | Emily                                   |
| 2022 | Spin Me Round                                   | Kat                                     |
| 2023 | Gra fortuny (Operation Fortune: Ruse de Guerre) | Sarah Fidel                             |
| 2024 | My Old Ass                                      | starsza Elliott                         |
| 2024 | Megalopolis                                     | Wow Platinum                            |

### Telewizja
| Rok       | Nazwa                | Rola                      | Notatki                     |
| --------- | -------------------- | ------------------------- | --------------------------- |
| 2006      | Rockefeller Plaza 30 | Pracownik NBC television  | Odcinek: "Tracy Does Conan" |
| 2009-2015 | Parks and Recreation | April Ludgate             | 124 odcinki                 |
| 2011      | Portlandia           | Beth / klientka księgarni | 2 odcinki                   |
| 2012      | NTSF:SD:SUV::        | The Rememberer            | Odcinek: "Wasila Hills Cop" |
| 2013-2014 | Legenda Korry        | Eska (głos)               | 12 odcinków                 |
| 2013      | Drunk History        | Sacajawea                 | Odcinek: "Nashville"        |
| 2014-2015 | Welcome to Sweden    | Grała samą siebie         | 5 odcinków                  |
| 2015      | Golan the Insatiable | Dylan Beekler (głos)      |                             |
| 2016-2020 | Zabójcze umysły      | Cat Adams                 | 4 odc.                      |
| 2017      | Legion               | Lenny Busker              | 8 odcinków                  |
| 2022      | Little Demon         | Laura                     | w gł. obsadzie              |
| 2022      | Biały Lotos          | Harper Spiller            | 7 odc.                      |
| 2024      | To zawsze Agatha     | Rio Vidal                 | 6 odc.                      |